# Állatkert
Az állatkertek olyan intézmények, amelyekben a különféle, elsősorban vadállatokat tartanak fogságban, és mutatnak be a közönségnek. Ma már a legtöbb állatkert szerepet vállal különböző természetvédelmi programokban is. Nagyon fontos feladatuk a kihalófélben lévő vagy veszélyeztetett fajok fogságban nevelése és szaporítása, illetve lehetőség szerint visszaengedése a természetbe. A legtöbb állatkert fontos szerepet tölt be a fiatalok környezettudatosságra nevelésében is.

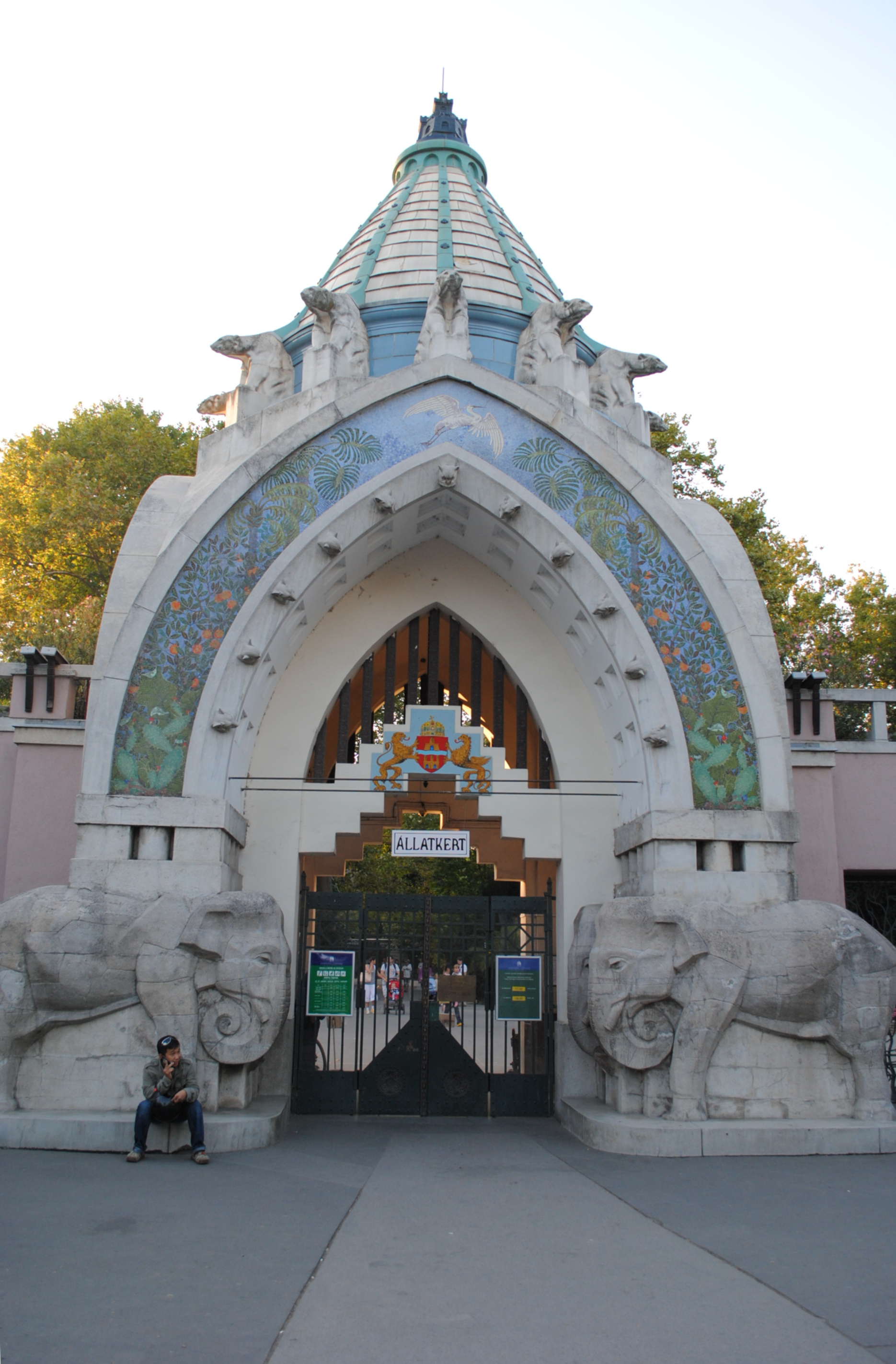
A Fővárosi Állat- és Növénykert főbejárata

Magyarországon elsőként a Fővárosi Állat- és Növénykertet alapították meg, 1866-ban.

## Történetük
Az első állatkertek az ókori Egyiptomban működtek: mintegy ötezer éve, az i. e. 29. században Szakkarában már biztosan üzemelt állatkert. Az i. e. 15. században III. Thotmesz fáraó is létesített állatkertet, mostohaanyja, Hatsepszut királynő pedig állatgyűjtő expedíciókat szervezett Puntba, a mai Szomáliába kereskedelmi és kulturális expedíciók részeként. Ismert még Ehnaton fáraó és Nofertiti királyné Ahet-Atoni állatkertje is az i. e. 14. századból. Ekkoriban alapított egy kínai uralkodó hatalmas gyűjteményt Ling Iu (Tudás Kertje vagy Értelem Kertje) néven.
Salamon zsidó király vadállatokat idomíttatott, az asszír királyok fővárosaikban – felfogásuk szerint a világ közepén – az ismert világ minden állatát és növényét felvonultató vadaskerteket hoztak létre, a rómaiak pedig ragadozókat és madarakat tartottak. Az 1970-es évektől már a fajok megmentéséhez is hozzájárulnak. Napjainkban az állatkertek specializálódnak, s néha csak egyes állatcsoportokat vagy egy földrész élővilágát mutatják be.

## A mai állatkertek
Az első modern állatkert a Schönbrunni Állatkert Bécsben, amelyet Mária Terézia főhercegnő alapított 1740-ben. A 19. század folyamán a legtöbb európai nagyvárosban alapítottak ilyet: Londonban 1828-ban, Berlinben 1844-ben, Moszkvában 1864-ben, Budapesten 1866-ban jött létre ilyen intézmény. Ekkoriban az állatkerteket a múzeumok előszobáinak csúfolták, mivel a rengeteg elpusztult állat később múzeumokba került. 

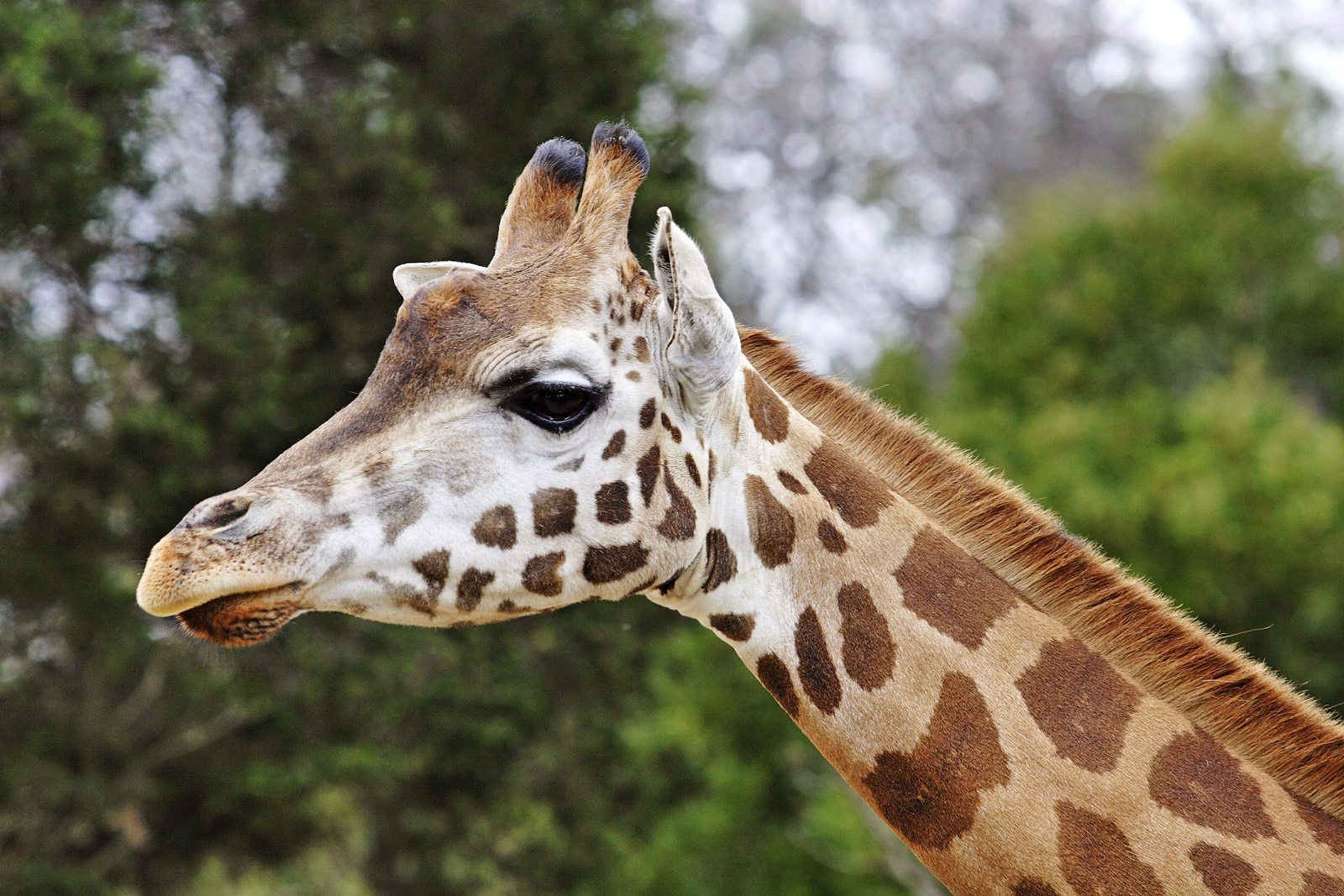
Zsiráf

Napjainkban az állatkertek specializálódnak, s néha csak egyes állatcsoportokat vagy egy földrész élővilágát mutatják be. Ma már sok városban van állatkert, szafaripark vagy akvárium, ahol különböző állatok sokaságát lehet megfigyelni. A modern állatkertekben, pl. San Diegóban az állatok nagy kifutókban fák és más természetes dolgok között élhetnek. Az emberek nem vasrácsokon, hanem vastag üvegfalakon át nézhetik őket, de bejárhatják az állatkerteket nyitott busszal is. Franciaországban a sigeani állatkert valóságos afrikai rezervátum, ahol az állatok az élőhelyüket reprodukáló környezetbe tökéletesen beilleszkedtek. Az állatkertekben gyakran rendeznek előadásokat, bemutatókat. Bár a természetvédő egyesületek gyakran támadják, a nagyközönség nagyon kedveli ezeket a parkokat. Bizonyos helyeken a fiatalok meg is érinthetik az élőlényeket.
A legtöbb országban bármikor megjelenhetnek az ellenőrök, akik megvizsgálják, hogy jól bánnak-e az állatokkal. Zoológusok (állatokat tanulmányozó tudósok), gondozók, állatorvosok, könyvelők, szakácsok, építészek, kertészek és még sok más ember dolgozik az állatkertekben. Az igazgató szervezi meg a sok ember munkáját és dönti el, hogy milyen állat mit kapjon enni. A látogatók belépődíját az állatok ellátására és az infrastruktúra fenntartására fordítják, de nagy állami támogatást is kapnak.

## Jelentőségük
A modern állatkertek új feladatokat töltenek be, együttműködnek az iskolákkal, a tudományos kutatások miatt. Ez a változás az USA-ban, majd Nagy-Britanniában és Németországban kezdődött. Az állatkertek nem csak őrzik, hanem a tudósokkal együtt kutatják az állatok tulajdonságait. Céljuk a veszélyeztetett fajok megmentése. Nemzetközi kutatóprogramokban vesznek részt az állatok szaporítása érdekében, és azért is, hogy segítsék visszailleszkedésüket a természetbe, ezenkívül génbankokat is létrehoznak. A veszélyeztetett fajok számára ez is jelentős esély a túlélésre. A tenyésztésnek köszönhetően ezek az állatok néha jobban szaporodnak fogságban, mint a természetben. A világ állatkertjeiben így rendszeresen 159 hal-, 280 hüllő-, 871 madár- és 762 emlősfaj (köztük 225 veszélyeztetett) szaporodik. 1970-ben az állatkerti állatok 30%-a született fogságban, mára ez meghaladja a 70%-ot is.